# Іван Раковський
Іва́н Рако́вський  (24 серпня 1874, Протеси — 1 березня 1949, Ньюарк, США) — український антрополог і зоолог, педагог, громадський діяч. Голова НТШ.

## Біографія
Народився в родині греко-католицького священника Альбіна Раковського (1844—1905) в Протесах Рогатинського повіту (нині Стрийського району). Мав сестру-близнючку Марію. Під час навчання в Львівському університеті брав жваву участь у студентському житті й був першим головою Академічної Громади. Після закінчення університету (1896) учителював у гімназіях у Коломиї й Львові (до 1928). У 1904-06 під керівництвом Федора Вовка провадив антропологічні проміри в Карпатах і продовжував їх на Поділлі. У 1912 — 14 антропологічні студії поглибив в Петербурзі (у Федора Вовка) і в Парижі.
У 1914 — 17 працював у Відні у Дослідницькому інституті Сходу та Близького Сходу (Forschungsinstitut für Osten und Orient), у 1921-25 один з організаторів і професор зоології й антропології у Львівському (таємному) університеті. Дійсний (з 1903) і почесний член НТШ, з 1935 до 1940 — його голова. Понад 20 наукових праць з ділянки зоології (зокрема безхребетних) і антропології (найважливіші — «Расовість слов'ян», 1919, «Погляди Хведора Вовка на расовість українського народу», «Погляд на антропологічні відносини українського народу» — разом з Сергієм Руденком, 1925).
Науково-популярні праці та шкільні підручники з природознавства, «Новий світогляд сьогочасної науки» (1947). Раковський поглибив теорію Вовка щодо расової структури України з тим, що разом з Руденком, замість досить одноманітного динарського типу Вовка, висунув теорію суміші найменш шістьох головних європейських типів не відкидаючи при тому переважної кількості динарського на всій території України. Іван Раковський головний редактор «Української Загальної Енциклопедії» (1930—1933); діяльний у товариствах: «Рідна Школа», «Просвіта», «Відродження» (його перший голова) та інші.

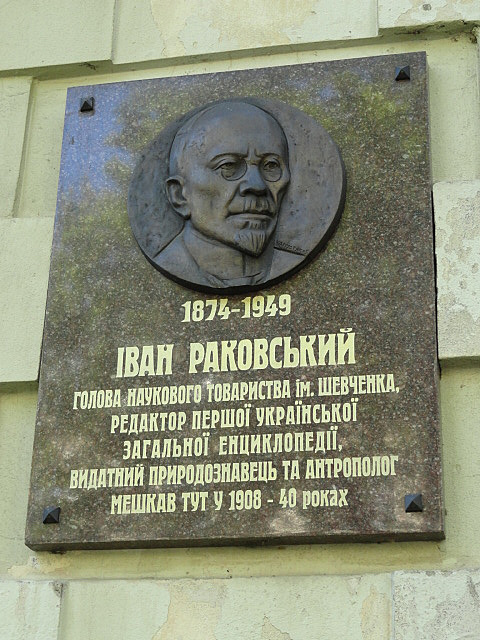
Меморіальна дошка вченому антропологу Івану Раковському у Львові

## Родина
Дружина Івана Раковського — донька українського педагога та громадського діяча, активного учасника національно-культурного руху на Покутті Теофіла Грушкевича Софія (1876—1955). Син Мирослав Раковський (1907—1998).

## Роботи
- «Расовість слов'ян», 1919
- «Погляди Хведора Вовка на расовість українського народу»
- «Вселенна. Начерк астрономії. Ч. I», 1922
- «Погляд на антропологічні відносини українського народу» — разом з С. Руденком, 1925
- «Наш Всесвіт (і його будова)», 1927
- «Українська загальна енциклопедія», 1930—1933 (головний редактор)
- «Новий світогляд сьогочасної науки», 1947